# Jean-Ulrich Metzger
Pour les articles homonymes, voir Metzger.
Jean-Ulrich Metzger, né le 26 septembre 1752 à Colmar où il est mort le 25 février 1836, est un homme politique français.

## Biographie
Médecin, Metzger est administrateur du Haut-Rhin, lorsqu’il est élu, le 24 germinal an VI (13 avril 1798), représentant du peuple de ce département au Conseil des Cinq-Cents. Il ne se montre pas hostile au coup d’État de Bonaparte le 18 brumaire, et est compris, le 4 nivôse an VIII (25 décembre 1799), sur la liste des membres du nouveau Corps législatif, où il représente le Haut-Rhin jusqu’en 1806. 
En l’an VI, le Directoire le charge d’aller recevoir la République de Mulhouse, lors de sa réunion à la France en 1798.